# 아비코 다케마루
아비코 다케마루(일본어: 我孫子 武丸, 1962년 10월 7일 ~ )는 일본의 소설가, 추리 소설 작가이다. 본명은 스즈키 아키라(鈴木哲)이며, 필명은 시마다 소지가 지었다. 효고현 니시노미야시 출신으로 교토 대학 문학부 철학과를 중퇴하였다. 대학에서 미스터리 연구부에 들었으며 아야쓰지 유키토의 선배이다.
1989년 《8의 살인》으로 데뷔한 이래 다양한 필체의 작품을 선보였다. 게임 시나리오라이터로도 활동하여, 사운드 노벨 게임 《카마이타치의 밤》의 시나리오 담당으로도 알려져 있다. 대표작으로 소설 《8의 살인》(1989), 《살육에 이르는 병》(1992), 《미륵의 손바닥》(2006) 등이 있다.